# Al-Bakura
Al-Bakura (arab. الباقورة, Al-Bāqūra) – wieś w Jordanii, w muhafazie Irbid. W 2015 roku liczyła 730 mieszkańców.

## Położenie
Al-Bakura położona jest na wysokości od 170 do 190 metrów p.p.m., w depresji Doliny Jordanu, na północy Jordanii. Leży na wschodnim brzegu rzeki Jordan, w otoczeniu pól uprawnych. W pobliżu znajduje się miasto Asz-Szuna asz-Szamalijja i wioska Al-Adasijja. Na zachód od wioski jest położona dawna elektrownia Naharajim.
W odległości około 100 metrów od wioski przebiega granica jordańsko-izraelska. Po stronie izraelskiej znajdują się kibuce Geszer i Aszdot Ja’akow Ichud oraz wioska Menachemja. Przy granicy jest także położony park rekreacyjny „Wyspa Pokoju”.